# Itzy
Itzy (stiliserat ITZY; koreanska: 있지) är en sydkoreansk tjejgrupp bildad av JYP Entertainment som består av medlemmarna Yeji, Lia, Ryujin, Chaeryeong och Yuna. Gruppen debuterade den 12 februari 2019 med utgivningen av deras singelalbum It'z Different och debutsingeln "Dalla Dalla". De har vunnit pris för bland annat Rookie of the Year vid Golden Disc Awards, New Artist of the Year vid Gaon Chart Music Awards och Melon Music Awards samt Best New Female Artist vid Mnet Asian Music Awards.
Itzy är kända för sitt teen crush-koncept och de beskrivs ofta som en dansinriktad k-pop-grupp. Deras energiska låtar berör ämnen som självständighet och självkärlek. Gruppen har uppnått stora framgångar inom fjärde generationens k-pop med topp 10-singlar som "Wannabe", "Not Shy", "In the Morning" och "Sneakers".

## Historia

### 2015–2019: Gruppens bakgrund
Efter avslag från audition hos talangagenturen Fantagio sökte sig Chaeryeong och hennes syster vidare till JYP Entertainment (JYP) som tävlande i TV-programmet K-pop Star 3. 2015 deltog Chaeryeong i JYP:s dokusåpa Sixteen men gick inte vidare till den slutliga uppsättningen av den vinnande tjejgruppen, Twice. Som Itzys första medlem tränade hon i sammanlagt fem år. Ryujin upptäcktes vid en Got7-konsert och tränade vid JYP i fyra år innan Itzys debut. Både Yuna och Yeji gick med i Itzy 2015 och tränade i tre år, Yuna efter att ha upptäckts av företagets anställda och Yeji efter en lyckad audition. Den slutliga medlemmen Lia hade först gått vidare i en audition hos SM Entertainment men drog sig ur i sista stund på grund av oenigheter med sina föräldrar. Hon klarade JYP:s auditions flera år senare och tränade i två år.
2017 medverkade Yuna och Ryujin i en video för BTS:s "Love Yourself" (Highlight Reel). Samma år deltog medlemmarna (utom Lia) i Mnets TV-program Stray Kids som en projektgrupp tillsammans med pojkbandet som senare skulle få namnet Stray Kids. Ryujin tävlade i JTBC:s dokusåpa Mix Nine där hon kom först hos de kvinnliga deltagarna men blev utslagen av de manliga deltagarna överlag. Under tiden tävlade Yeji i SBS:s The Fan men åkte ut i det femte avsnittet.

### 2019: Debut medIt'z DifferentochIt'z Icy

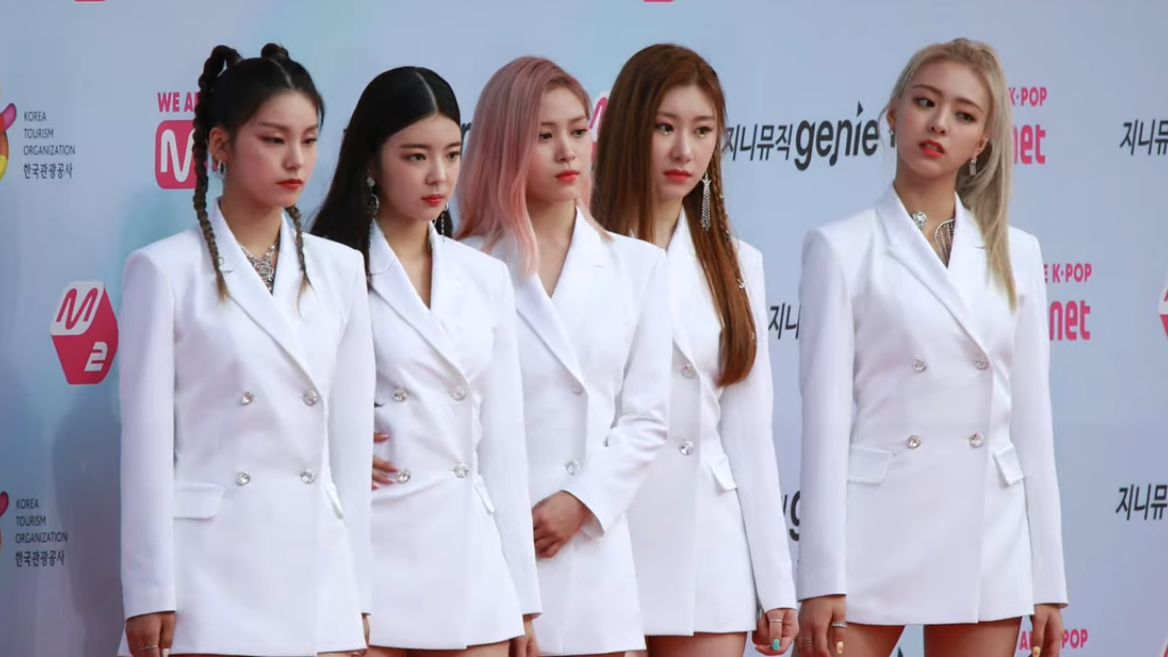
Itzy vid 2019 års M2 X Genie Music Awards, där de vann pris för bästa nya artist

JYP Entertainment meddelade den 21 januari 2019 att de skulle debutera en ny tjejgrupp, deras första sedan Twice 2015 och första idolgrupp överlag sedan Stray Kids 2017. På skivbolagets officiella Youtube-kanal publicerades en videotrailer som avslöjade de fem medlemmarna.
Den 12 februari gav gruppen ut sitt första singelalbum, It'z Different, ledd av singeln "Dalla Dalla". Låten innehöll element från EDM-subgenrer såsom future house och bass house, och dess pampiga låttext togs väl emot av media. Gruppen blev en av de största Billboard-debutanterna för en ny k-pop-akt på flera år då "Dalla Dalla" gick in på tredje plats och nådde som bäst andra plats på World Digital Song Sales. Låten sålde 2000 nedladdningar i USA under vecka 7, vilket gjorde den till landets bäst säljande k-pop-låt den veckan. "Want It?" släpptes tillsammans med "Dalla Dalla" och gick in på åttonde plats med 1000 sålda nedladdningar. "Dalla Dalla" debuterade även som den andra mest populära låten på Youtube. Billboard bekräftade att musikvideon till "Dalla Dalla" överskred 17,1 miljoner visningar inom 24 timmar efter lanseringen och bröt rekordet för den mest visade k-pop-debutvideon inom 24 timmar. Den 21 februari, åtta dagar efter deras debut, blev Itzy för första gången vinnare hos M Countdown, vilket blev rekord för snabbast tid för en tjejgrupp att vinna ett sådant pris. Låten fortsatte att vinna på musikshower nio gånger och musikvideon blev den snabbast k-pop-debutvideon att nå 100 miljoner visningar på Youtube vid tillfället.
Itzys första EP-skiva, It'z Icy, gavs ut den 29 juli tillsammans med en musikvideo till ledsingeln "Icy". EP:n blev en kommersiell framgång och gick in på tredje plats på Gaon Album Chart. "Icy" blev en fortsatt succé för gruppen på musikshower med 12 vinster, däribland en triple crown på Show Champion. Den 22 september tillkännagav JYP Itzys showcaseturné "Itzy? Itzy!". Turnén inleddes i Jakarta den 2 november och omfattade olika städer i Asien genom slutet av 2019 och fem shower i USA i januari 2022.
I november 2019 hade "Dalla Dalla" överskridit 100 miljoner strömningar på Gaon Music Chart, vilket gav gruppen sin första platinacertifiering. Det var den första debutlåten av en k-pop-grupp att uppnå platinacertifiering enligt Korea Music Content Association (KMCA) sedan certifieringen introducerades i april 2018. Singeln rankades åtta på Dazed lista "The 20 Best K-pop Songs of 2019", som menade att gruppen hade bibehållit "en stadig hand på rodret genom underhållande drag även med det visuella och ljudmässiga kaoset närvarande" och beskrivit dem som "de som ger k-pop en fräsch uppstart". Musikvideorna till "Dalla Dalla" och "Icy" rankades som nummer två och sju på listan över Sydkoreas populäraste musikvideor på Youtube. Vid slutet av året hade Itzy vunnit flera priser som bästa nya kvinnliga artist, bland annat vid 2019 års Melon Music Awards och vid 2019 års Mnet Asian Music Awards.

### 2020–2021: Amerikansk showcaseturné och fortsatt kommersiell framgång
Itzy började året med att turnera i USA som en del av deras showcaseturné. Deras första show ägde rum den 17 januari 2020 i Los Angeles. Den 9 mars gav gruppen ut sin andra EP, It'z Me, med ledsingeln "Wannabe". På EP:n, som producerades av bland andra Sophie och Oliver Heldens, experimenterade gruppen med EDM-sound medan de fortsatte att utforska teman som frihet, självförtroende och individualitet. It'z Me gick in på första plats på Gaon Album Chart, vilket gjorde den till gruppens första albumetta i Sydkorea. Den debuterade även som femma på Billboard World Albums, deras då högsta placering på listan. Med "Wannabe" blev gruppen vinnare hos åtta musikshower. Den 17 augusti 2020 släppte Itzy, Not Shy, deras tredje EP, såväl som en musikvideo till ledsingeln med samma namn. Fastän det visade upp Itzys typiska tonårskärlekspopstil markerade albumet en textmässig förändring då gruppen gick från att sjunga om "teman som självständighet och självuppskattning" till att "sakta börja sjunga om kärlek". EP:n gick in som etta på Gaon Album Chart med en försäljning på över 219,048 exemplar, deras andra utgivning att toppa listan. Itzy marknadsförde "Not Shy" på musikshower och tog hem fem vinster.

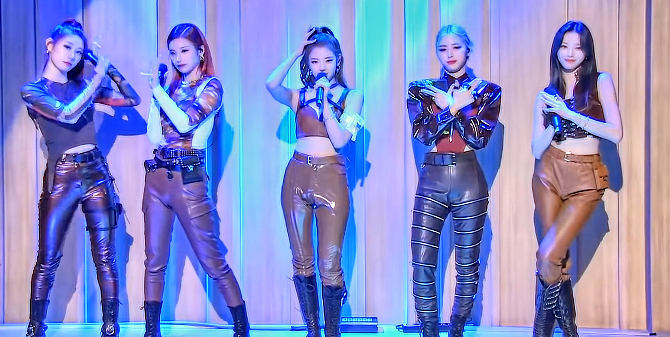
Itzy i maj 2021.

Den 20 mars 2021 släppte Itzy den digitala singeln "Trust Me (Midzy)", en låt tillägnad deras fans, i samband med deras första globala livestreamevent. Den 30 april lanserades Itzys fjärde EP Guess Who och dess ledsingel "In the Morning". Låten debuterade på plats 22 på Billboard Global Excl. U.S. samt på nummer 34 på Billboard Global 200, vilket var deras högsta placering på båda listorna. EP:n blev även gruppens första album på Billboard 200, där den gick in på plats 148. Senare samma år hade EP:n uppnått platinacertifiering enligt KMCA. Den engelska versionen av "In the Morning" gavs ut den 14 maj.
Den 1 juli 2021 släpptes den digitala singeln "Break Ice", ett samarbete mellan Itzy och Second Aunt KimDaVi, under VIVO WAVE och distribuerades av Genie Music och Stone Music Entertainment. Den 1 september tillkännagavs det att Itzy skulle göra sin japanska debut under Warner Japan med EP:n What'z Itzy. Den 24 september gav Itzy ut sitt första studioalbum Crazy in Love och ledsingeln "Loco". Albumet gick in på plats 11 på Billboard 200, vilket blev en ny topplacering för gruppen. Crazy in Love uppnådde platina enligt KMCA i november 2021, med 250,000 sålda exemplar och dubbel platina i februari 2022 för 500,000 sålda exemplar. Den 22 december 2021 gav gruppen ut ett japanskt samlingsalbum betitlat It'z Itzy.

### 2022–2024: Internationella satsningar och Lias uppehåll

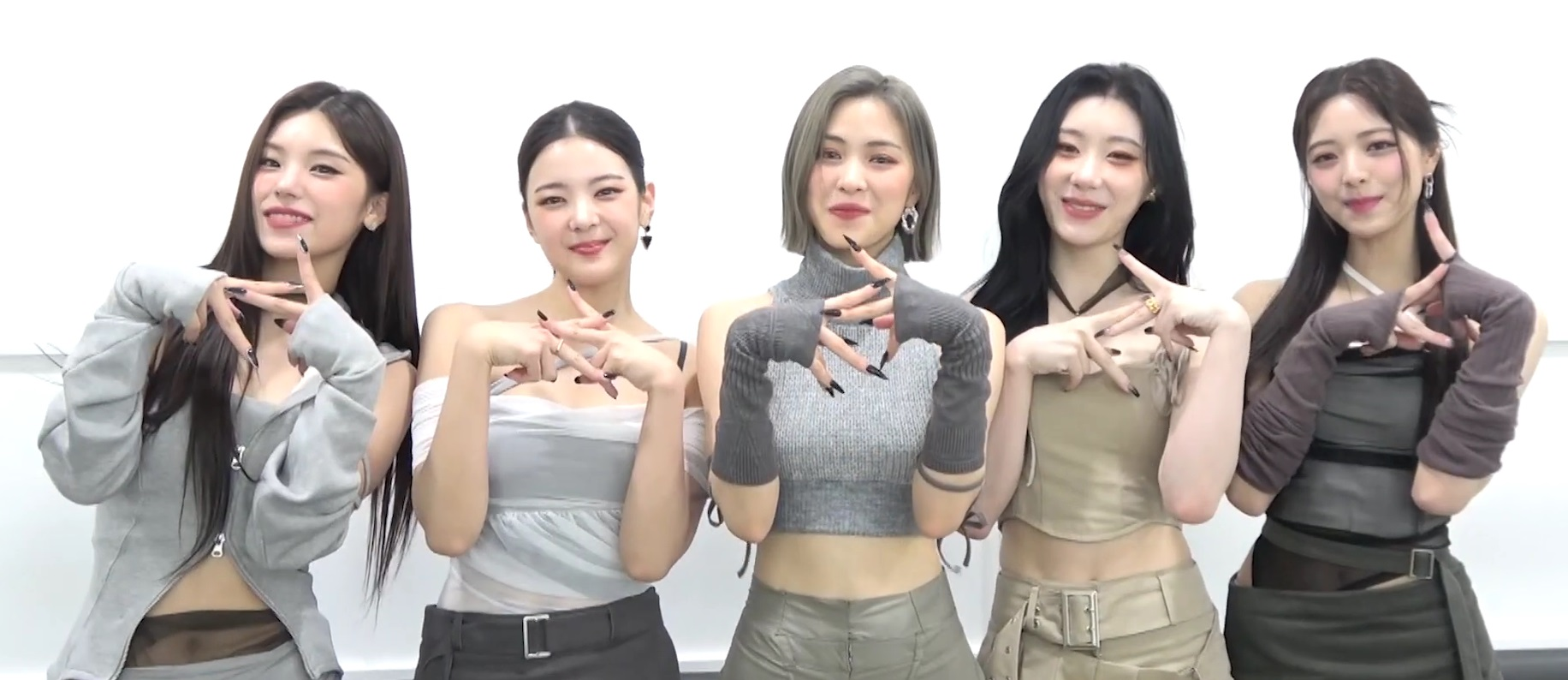
Itzy i januari 2023

Den 10 februari 2022 rapporterade Billboard att Republic Records och JYP Entertainment hade inkluderat Itzy i sitt strategiska partnerskap, vilket tidigare endast hade inkluderat Twice. Den 6 april släppte Itzy sin första japanska singel "Voltage". Den 15 juli lanserades Itzys femte EP Checkmate och ledsingeln "Sneakers". Det tillkännagavs också att de skulle ge sig ut på en första världsturné, Checkmate World Tour, med start i Seoul den 6 och 7 augusti. Itzy gav ut sin andra japanska singel "Blah Blah Blah" den 5 oktober och sin första engelska singel "Boys Like You" den 21 oktober. Den 30 november gav Itzy ut sin sjätte EP Cheshire och dess ledsingel med samma namn.
Den 31 juli 2023 gav Itzy ut deras sjunde EP Kill My Doubt, tillsammans med huvudsingeln "Cake". Kort innan skivsläppet hade även musikvideor till b-sidorna "Bet on Me" och "None of My Business" lanserats. Kvintetten höll ett showcaseframträdande vid SK Olympic Handball Gymnasium samma dag för att marknadsföra EP:n. Ett första fullängdsalbum för den japanska släpptes den 18 oktober 2023, med namnet Ringo.

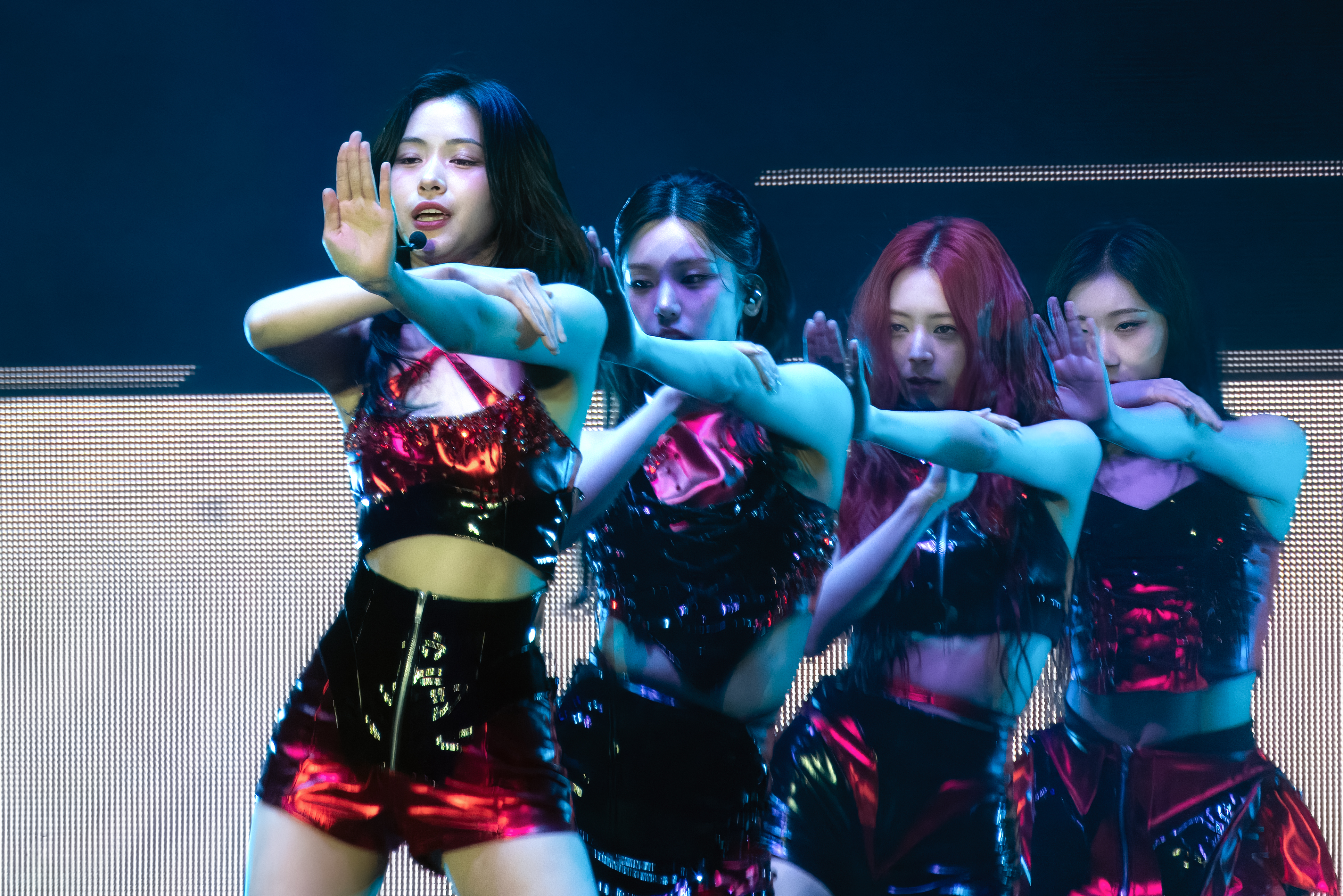
Itzy uppträder som en kvartett 2024

Den 18 september 2023 meddelade JYP Entertainment att Lia skulle ta ett uppehåll på grund av ångeststörningar. Lia förklarade nyheten genom ett handskrivet brev: "Jag insåg att jag gradvis hade tappat bort mig själv under tiden jag nått fram dit jag är nu".
Itzy gav ut deras åttonde EP, Born to Be, den 8 januari 2024, tillsammans med singeln "Untouchable". EP:n innehåller de första sololåtarna för var och en i gruppen. Den 26 januari 2024 tillkännagavs det att Itzy skulle bege sig ut på sin andra världsturné Born to Be World Tour, med start den 24 och 25 februari vid Jamsil Indoor Stadium i Seoul. Den 15 maj släpptes Itzys tredje japanska singel "Algorhythm". Den 9 juli tillkännagav JYP Entertainment att Lia skulle återuppta aktiviteter med gruppen.. Dagen innan hade hon medverkat i en livestream med de övriga medlemmarna, vilket var gruppens första publika framträdande tillsammans som kvintett igen sedan året därinnan.

### 2024–idag: Lia återvänder ochGirls Will Be Girls
Den 15 oktober gav Itzy ut sin nionde EP Gold, ledd av de två singlarna "Gold" och "Imaginary Friend". Skivan innehöll även fem spår från Born to Be återinspelade av gruppen som en kvintett. 
Den 9 juni 2025 utgavs deras tionde EP Girls Will Be Girls tillsammans med titelspåret "Girls Will Be Girls" som skivans huvudsingel.

## Stil
Itzy är kända för sitt teen crush-koncept och lyfter fram ämnen som självständighet och självkärlek. Gruppens musik är ofta energisk och har klassificerats som EDM, hiphop, electropop och house. De beskrivs ofta som en dansinriktad k-pop-grupp och The Times of India har hyllat Yeji som en "toppartist inom fjärde generationens k-pop tack vare hennes enastående dansfärdigheter och scennärvaro".

## Reklamsamarbeten

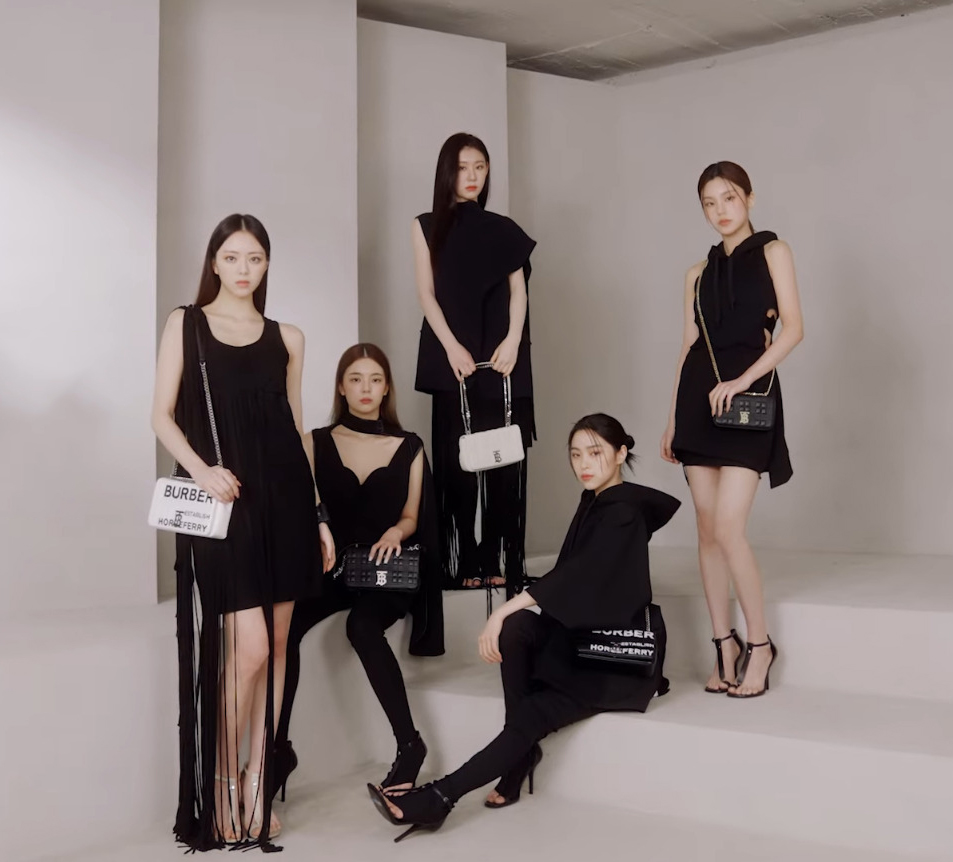
Itzy för Marie Claire Korea X Burberry 2022.

Itzy har gjort reklam för olika varumärken sedan de debuterade 2019, då de samarbetade med Kia för att introducera "Soul Booster"-bilarna i musikvideon till gruppens debutsingel "Dalla Dalla". De gav senare ut en video med namnet "Itzy X Soul Booster Special Video". Itzy var en av de kändisar som stöttade Lotte Duty Free under 2019. Senare samma år skrev Itzy på samarbetsavtal med klädmärket Andar och MAC Cosmetics. Itzy har även visat stöd för lokala varumärken som Dongseo Food och CJ CheilJedang, vilka samarbetade med gruppen för att lansera en begränsad upplaga "Gourmet Chicken" som marknadsfördes med en musikvideo på Youtube. Itzy stödde ett lokalt varumärke för kontaktlinser, Claren, under 2021. I augusti 2020 samarbetade Itzy med Line Friends för att medverka i utvecklingen av fem mjukisdjur kallade "WDZY" som representerade varje gruppmedlem.
I april 2021 meddelade Maybelline New York att de hade valt Itzy som deras nya globala språkrör, de första koreanerna och musikerna att bli tilldelade denna roll av Maybelline New York. I mars 2022 marknadsförde Itzy evenemanget Adidas Members Week vid Adidas Hongdae Center i Seoul. De gjorde reklam för Pokémon-samlarkort samt TV-spelet Pokémon Legends: Arceus i januari 2022, följt av online-spelet Pokémon Unite i juli 2022 tillsammans med specialvideon "Pokémon Unite / Itzy Special Show!" den 7 juli. Den 10 mars 2022 tillkännagav klädmärket H&M att de hade valt Itzy som modeller för varumärkets vår/sommarkampanj. Den 16 augusti 2022 utsågs Itzy som ambassadörer för det singaporianska modemärket Charles & Keith. Den 20 mars 2023 blev Itzy de nya ambassadörerna för mobilspelet Mobile Legends: Bang Bang. Den 20 september 2023 medverkade Itzy som modeller i en reklamfilm för kaffemärket Mega MGC Coffee tillsammans med Son Heung-min.

## Medlemmar
- Yeji (예지) – ledare, dansare, sångare, rappare[101]
- Lia (리아) – sångare, rappare[101]
- Ryujin (류진) – rappare, dansare, sångare[101]
- Chaeryeong (채령) – dansare, sångare, rappare[101]
- Yuna (유나) – dansare, rappare, sångare[101]

## Diskografi
| Koreanska album - Crazy in Love (2021) | Japanska album - Ringo (2023) |

## Turnéer
- Checkmate World Tour (2022–23)
- Born to Be World Tour (2024)